# Medal Sudanu
Medal Sudanu (ang. Queen’s Sudan Medal) – jeden z medali kampanii brytyjskich, usankcjonowany w roku 1899.

## Zasady nadawania
Medal wybity w celu upamiętnienia powtórnego podboju Sudanu w latach 1896–1897, przyznawany personelowi Royal Navy, wojsk lądowych i sił lokalnych, nie posiadał żadnych klamer dla oddzielnych akcji w tej kampanii.

## Opis medalu
Medal był bity w srebrze i brązie.
Awers: identyczny jak w Medalu Afryki Wschodniej i Centralnej – popiersie królowej Wiktorii w welonie i mniejszej jubileuszowej koronie, trzymającej w prawej ręce berło królewskie oraz inskrypcja VICTORIA REGINA ET IMPERATRIX.
Rewers: siedząca Wiktoria, trzymająca w dłoniach gałązki palmową i laurową, jej skrzydła rozłożone są ponad flagą brytyjską i sztandarami. W dolnej części znajduje się tabliczka z napisem SUDAN.